# چراغ‌های درخشان را روشن کن
چراغ‌های درخشان را روشن کن (انگلیسی: Turn On the Bright Lights) اولین آلبوم گروه موسیقی اینترپل است که در سال ۲۰۰۲ عرضه شده است. این آلبوم در نوامبر ۲۰۰۱ در استودیوی تارکویین واقعاً در بریجپورت، کنتیکت ضبط شده و دارای گواهی طلایی از آرآی‌ای‌ای، با فروش بیش از ۵۰۰ هزار نسخه در آمریکا است.
این آلبوم یکی از تأثیرگذارترین آلبوم‌های دههٔ ۲۰۰۰ میلادی به‌شمار می‌آید و تأثیر آن به‌گونه‌ای است که موسیقی گروه‌های متعددی نظیر کیلرز، ادیتورز، ایکس‌ایکس و شی وانتس ریونج به این گروه تشبیه شده است. انتشار این آلبوم، باعث مطرح شدن اینترپل در کنار گروه‌هایی مثل استروکز، یه یه یهس و تی‌وی آن د ریدیو، در صحنهٔ پست‌پانک متجدد نیویورک شده است.
این آلبوم شامل ۱۱ قطعه است که ۳ قطعه از آن پیش از این در آلبوم چندآهنگه (EP) اینترپل منتشر شده بودند.

## فهرست ترانه‌ها
تمامی آهنگ‌های این آلبوم توسط پال بنکس، دنیل کسلر، کارلوس دنگلر و سم فوگارینو نوشته شده‌اند.
| شماره | نام آهنگ                                   | معنی نام                                 | مدت  |
| ----- | ------------------------------------------ | ---------------------------------------- | ---- |
| ۱     | Untitled                                   | «بدون نام»                               | ۳:۵۶ |
| ۲     | Obstacle 1                                 | «مانع ۱»                                 | ۴:۱۱ |
| ۳     | NYC                                        | «ان‌وای‌سی»                                | ۴:۲۰ |
| ۴     | PDA                                        | «پی‌دی‌ای»                                 | ۴:۵۹ |
| ۵     | Say Hello to the Angels                    | «به فرشته‌ها سلام کن»                     | ۴:۲۸ |
| ۶     | Hands Away                                 | «دست‌هایم را ببند»                        | ۳:۰۵ |
| ۷     | Obstacle 2                                 | «مانع ۲»                                 | ۳:۴۷ |
| ۸     | Stella Was a Diver and She Was Always Down | «استلا یک شیرجه‌زن بود و همیشه پایین بود» | ۶:۲۸ |
| ۹     | Roland                                     | «رولند»                                  | ۳:۳۶ |
| ۱۰    | The New                                    | «جدید»                                   | ۶:۰۷ |
| ۱۱    | Leif Erikson                               | «لیف اریکسن»                             | ۴:۰۰ |